# Wladimir Alexandrowitsch Rodimuschkin
Wladimir Alexandrowitsch Rodimuschkin (russisch Владимир Александрович Родимушкин; * 22. Dezember 1921 in Moskau; † 15. Januar 1986) war ein russischer Ruderer, der für die Sowjetunion antrat. Sein größter sportlicher Erfolg war der Gewinn der Silbermedaille im Achter bei den Olympischen Spielen 1952.

## Karriere
Rodimuschkin startete für Krylja Sowetow in Moskau.
Bei den Olympischen Spielen 1952 in Helsinki gewann der sowjetische Achter den dritten Vorlauf und belegte im Halbfinale den zweiten Platz hinter dem Achter aus den Vereinigten Staaten. Mit einem Sieg im Hoffnungslauf erreichte der sowjetische Achter das Finale. Im Endlauf siegte der US-Achter mit über fünf Sekunden Vorsprung vor dem Boot aus der Sowjetunion, das seinerseits fast zwei Sekunden Vorsprung auf die drittplatzierten Australier hatte. Die Besatzung des sowjetischen Achters bestand 1952 aus Jewgeni Brago, Wladimir Rodimuschkin, Alexei Komarow, Igor Borissow, Slawa Amiragow, Leonid Gissen, Jewgeni Samsonow, Wladimir Krjukow und Steuermann Igor Poljakow.
In der bis auf den Steuermann gleichen Besetzung siegte der sowjetische Achter auch bei den Europameisterschaften in den Jahren 1953, 1954 und 1955. Rodimuschkin gehörte zu den Ruderern, die 1956 nicht mehr dem sowjetischen Achter angehörten.